# Mona Maris
Rosa Emma Mona María Marta Capdevielle (Buenos Aires, 7 de noviembre de 1906-Buenos Aires, 23 de marzo de 1991), conocida artísticamente como Mona Maris, fue una actriz de cine argentina que actuó en Europa y Estados Unidos durante el primer período del cine. 
Fue conocida en Argentina como El Orgullo de las Pampas.

## Biografía
Nacida en Buenos Aires el 7 de noviembre de 1906, su madre era vasca y su padre francés. A los diecinueve años hablaba cuatro idiomas y había recibido educación en Inglaterra, Francia y Alemania.
Arribó a Hollywood desde Berlín con un contrato para la United Artists el 31 de diciembre de 1928 de la mano de Joseph Schenck, presidente de esa empresa. Ya entonces había aparecido en filmes germanos. Su popularidad en Sudamérica fue rápida. 
La ambición de Mona de ser actriz se originó durante la Primera Guerra Mundial, cuando era pupila en Luders, Francia. Ella y sus compañeras escribían, dirigían y presentaban pequeñas obras para entretener a soldados que se hallaban estacionados cerca del colegio.
Cuando egresó del colegio, Mona fue a vivir a Londres con su madre, una mujer que, a diferencia de sus pares españolas e hispanoamericanas, daba a su hija mucha libertad. El viaje con ella, en principio programado para seis meses, se prolongó dos años. 
De Inglaterra, Maris viaja a Alemania. Allí, mediante una carta del embajador argentino en Berlín logra ser recibida por el presidente de la productora alemana UFA y que le hagan una audición y una prueba de pantalla. Entonces le ofrecen trabajar con un prominente director con un contrato por cinco años. Aconsejada por su abuela finalmente logra que su familia lo acepte, y luego de actuar en cuatro películas, Joe Schenck le ofreció seguir su carrera en Hollywood.

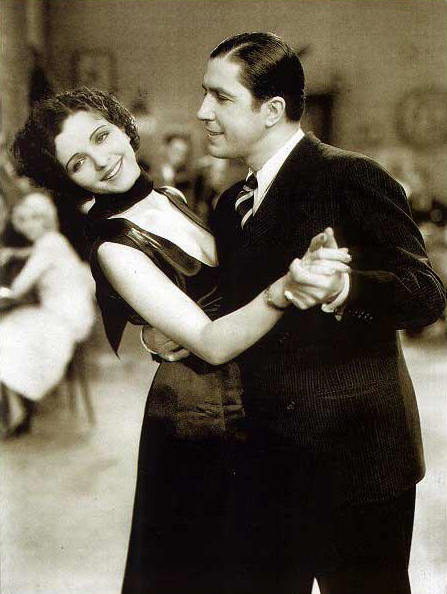
Mona Maris en una escena del film Cuesta abajo, junto al popularísimo Carlos Gardel.

Durante su estancia en Europa tuvo un fugaz matrimonio con Clarence Brown, unión que fracasó, y posteriormente con el ingeniero holandés Harry Geldelman. 
Nunca fue confirmada su relación con Carlos Gardel.
Cuando Mona Maris fue consultada al respecto, respondió: 

«Cuando dejé mi contrato en California para hacer Cuesta abajo (con Gardel) nos hablamos y correspondimos mucho. Sí; le puedo asegurar que hubo una mutua atracción.
Era difícil sustraerse a la que él ejercía sobre todo el mundo, y yo también era muy atractiva (...) y tenía mis pretendientes. No se crea...» (...)
Usted sabe que muchas veces por razones de trabajo u otras, dos personas simpatizan pero las circunstancias impiden que germine la planta. A veces los sentimientos se bifurcan o los troncha la muerte, como sucedió en este caso.»

En el cine sonoro, Mona tenía un inglés ininteligible, si bien hablaba castellano, francés y alemán con soltura.
Vivió en los Estados Unidos hasta su regreso definitivo a Argentina a principios de la década de 1970, donde decidió radicarse desde un primer momento en la ciudad de San Carlos de Bariloche. Unos años después regresó finalmente a Buenos Aires, donde vivió una larga vejez.
Mona Maris murió de una complicación pulmonar en Buenos Aires, el 23 de marzo de 1991.

## Filmografía
- 1925 El Apache.
- 1931 a 1941 diecinueve filmes de la Fox y la Paramount, entre ellos, Cuesta abajo, con Carlos Gardel
- 1932 El beso de la muerte.
- 1933 Secretos.
- 1940 El judío eterno.
- 1941 Una cita con el halcón.
- 1942 Mi chica favorita.
- 1944 El Gavilán del desierto.
- 1944 El halcón en México.
- 1946 Latidos del corazón, de Sam Wood.
- 1950 Los vengadores.
- 1954 La mujer de las camelias.
- 1984 Camila (como Ana Perichon, "La Perichone").